# El gran Calavera
El gran Calavera es una película mexicana de 1949 dirigida por Luis Buñuel, basada en el melodrama homónimo del dramaturgo español Adolfo Torrado. Es la segunda película que Buñuel realizó en México.

## Argumento
Todo el mundo se aprovecha de Ramiro de la Mata, un hombre alcohólico, rico y viudo. Su familia disfuncional también lo utiliza para sacarle dinero; su hija Virginia solo esta interesada en casarse, su hijo Eduardo solo tiene interés en poder gastar dinero sin tener que trabajar, su hermano Ladislao se aprovecha de su condición para poder disfrutar de tener lujos, su cuñada Milagros se dedica a fingir todo tipo de enfermedades. Su otro hermano, Gregorio, intenta ayudarle haciendo creer a todos que Ramiro se encuentra en bancarrota, por lo que su familia deberá trabajar para sobrevivir, obligándolos a cambiar sus estilos de vida.

## Reparto
- Fernando Soler ... Ramiro de la Mata
- Rosario Granados ... Virginia de la Mata
- Andrés Soler ... Ladislao de la Mata
- Rubén Rojo ... Pablo
- Gustavo Rojo ... Eduardo de la Mata
- Maruja Griffel ... Milagros
- Francisco Jambrina ... Gregorio de la Mata
- Luis Alcoriza ... Alfredo
- Antonio Bravo ... Alfonso
- Antonio Monsell ... Juan, el mayordomo
- María Luisa Serrano ... la mamá de Alfredo

## Adaptaciones
En 2013, se estrena Nosotros, los Nobles, película mexicana libremente inspirada en el argumento de la película de Buñuel, dirigida por Gary Alazraki.
En 2016, se estrena Malcriados, película colombo-argentina inspirada en la anterior, dirigida por Felipe Martínez Amador.
En 2021, Netflix presenta Ricos y malcriados, película francesa dirigida por Nicolas Cuche, que presenta un argumento idéntico al de Buñuel.